# 130 mm M-46
Basato su di un'arma navale, l'M-46 (in codice NATO M1954), è un cannone sovietico da 130 mm di calibro in servizio nell'artiglieria di corpo d'armata o nelle divisioni d'artiglieria.

Ha una gittata di 27 km per munizioni da 33 kg e può disporre di granate a razzo (RAP/rocket assisted projectil/proiettile razzo-assistito), che ne incrementano ancor più la gittata.

## Utilizzo durante la guerra del Vietnam
L'esercito nordvietnamita (NVA), durante la guerra del Vietnam utilizzò la versione cinese del cannone, il PRC-59: solo l'M-107 americano riusciva (per poco) a superarlo in gittata. Veniva particolarmente apprezzato sia per la sua manovrabilità (la canna poteva essere staccata ed appoggiata sul carrello a due ruote) che per la sua semplicità d'uso, che lo rendeva pronto al fuoco in soli quattro minuti. Il cannone, grazie alla sua efficacia, fu molto temuto dagli americani, i quali spesso richiedevano addirittura attacchi di B-52 per cercare di colpire queste inafferrabili artiglierie, capaci di sparare anche sei colpi al minuto per poi sparire rapidamente nella giungla.